# Dunas (filatelia)

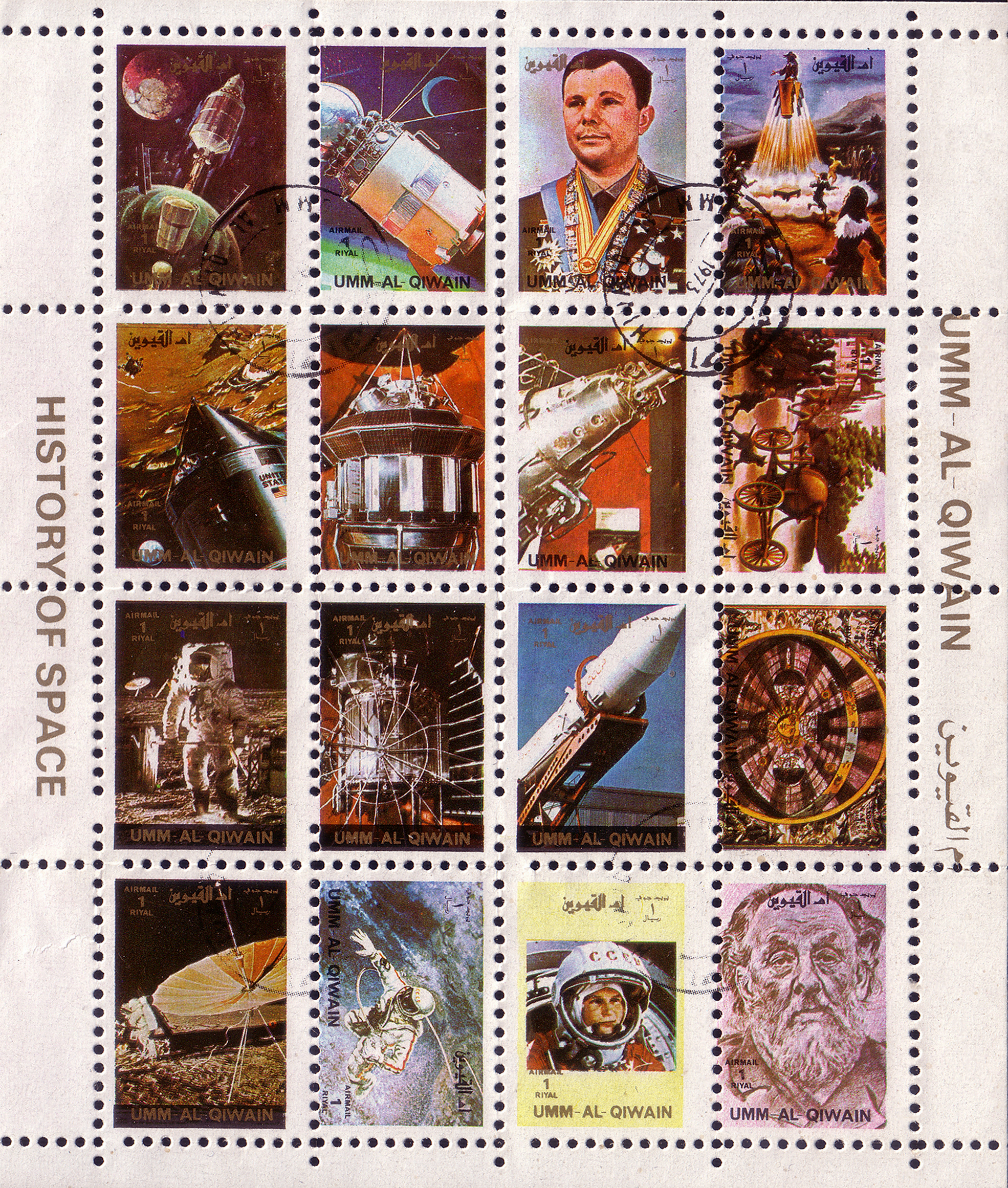
Dunas. Um el Kaiwain (EAU), 1973.

En la literatura filatélica se denomina dunas (inglés: sand dunes o dunes) a las emisiones de sello postal realizadas por los antiguos Estados de la Tregua situados en la Península arábiga (actuales Emiratos Árabes Unidos) entre los años 1964 y 1971 con propósito puramente comercial y especulativo.

## Antecedentes
Los denominados Estados de la Tregua eran un sector de la costa sur del Golfo Pérsico que habían sido un protectorado de Gran Bretaña desde mediados del siglo XIX gracias a los tratados celebrados por los diversos emires y clanes de la región con el gobierno británico  deseoso de establecer un control político sobre el Estrecho de Ormuz como punto de acceso al Golfo Pérsico. Por causa de la cercanía geográfica, las autoridades coloniales británicas dispusieron que los Estados de la Tregua utilizaran estampillas de la India Británica para su servicio postal, hasta que con la independencia de la India en 1947 empezaron a utilizar emisiones coloniales del gobierno británico. 
Estas estampillas coloniales británicas dejaron de usarse cuando en 1963 los Estados de la Tregua asumieron el servicio postal bajo su responsabilidad, como paso previo a la obtención de su plena independencia de la tutela británica. 

## Las emisiones
En 1964 un empresario estadounidense llamado Finbar Kenny propuso al emirato de Ajman un contrato para emitir una gran cantidad de sellos postales en nombre del emirato y vender dichas emisiones en el mercado filatélico internacional. 
Así, ya retirado el protectorado de Gran Bretaña, Finbar Kenny asumió los gastos de imprimir y vender una gran cantidad de emisiones postales de Ajman, ofertando a filatelistas de todo el mundo tales estampillas con una temática totalmente ajena al desértico y cálido emirato: desde animales prehistóricos hasta cohetes espaciales, pasando por animales del Océano Ártico con mitras a crear sellos vistosos y fáciles de vender a los coleccionistas. 
De hecho, estas emisiones alcanzaban un tiraje de decenas de millares de ejemplares, en cantidades muy superior a las reales necesidades postales del pequeño emirato cuya población en 1964 ni siquiera llegaba a 35,000 personas, pero el gobierno de Ajman aceptó el acuerdo como un medio fácil y rápido de ganar dinero "exportando" un producto de bajo costo y alta demanda en esa época. 
Similares acuerdos fueron celebrados por Finbar Kenny en 1965 con los pequeños emiratos vecinos de Fuyaira, Umm al-Qaywayn y Manama. El resultado fueron vistosas series de sellos postales, con diseños y colores atractivos, que empezaron a venderse masivamente a coleccionistas de todo el mundo, aunque mostrando una temática que no guardaba relación alguna con el país emisor (Olimpiadas de Invierno, carreras de autos, dinosaurios, astronautas, cine de Hollywood o arte barroco europeo). 
La elevada calidad gráfica de las estampillas y la temática moderna de estos sellos llamaban la atención de los coleccionistas, y estas emisiones se vendían con altas ganancias para los diversos emiratos. Tales emiratos, a su vez, tenían pocas fuentes de ingresos, no se había descubierto petróleo ni recursos naturales en sus territorios, y por ello ante la Unión Postal Universal patrocinaban con su nombre las emisiones de sellos de Finbar Kenny.
Pronto se advirtió que las emisiones no cumplían con el objetivo de destinarse al servicio postal, ya que se vendían casi siempre mataselladas y fueron cuestionadas por algunos filatelistas al advertir que su finalidad era apenas la de servir como fuente de ingresos de los emiratos emisores en vez de usarse para un servicio de correos auténtico.  El excesivo número de emisiones de cada emirato, el elevado tiraje de estas, y su bajo precio, las hicieron populares durante fines de la década de 1960 pero también redujeron mucho el valor de estos sellos en el mercado filatélico, por lo cual dejaron de ser fuente de ganancias fáciles y rápidas. 
Estas emisiones coloridas y vistosas se mantuvieron hasta que en diciembre de 1971 los antiguos Estados de la Tregua fundaron los Emiratos Árabes Unidos y este nuevo Estado anuló el contrato con Finbar Kenny pues en 1965 ya se había descubierto grandes reservas de petróleo en el emirato de Abu Dhabi, siendo innecesario seguir recurriendo a emisiones postales especulativas -y cada vez menos rentables- para ganar ingresos. Tras esta fecha, estas estampillas perdieron paulatinamente el favor de la mayoría de los coleccionistas, mientras diversos catálogos (como Scott o Stanley Gibbons) rechazaron incluirlas en sus listados al considerar que nunca cumplieron con el verdadero propósito de un sello postal, como era servir de franqueo al servicio de correos. Así, las "dunas" dejaron de emitirse definitivamente a mediados de la década de 1970.